# Troncal 4 (Metrovía)
La Troncal 4 es una línea del sistema de transporte público Metrovía de Guayaquil, Ecuador, que conecta el Batallón del Suburbio con el centro de la ciudad. Forma parte de la segunda etapa del Plan de Racionalización del Transporte Público Masivo, impulsado por el Municipio de Guayaquil desde el año 2000.

## Historia
El plan original contemplaba la implementación de siete troncales en un plazo máximo de 20 años. Para 2018, sólo las primeras tres troncales estaban en funcionamiento, y la Troncal 4 permanecía en estado inicial. En julio de 2017, el Municipio inició la adecuación del terreno para la construcción de la terminal y estaciones correspondientes.
Aunque contaba con financiamiento aprobado a través de un préstamo de la Corporación Andina de Fomento (CAF), la obra sufrió paralizaciones debido a factores políticos, resistencia gremial y limitaciones presupuestarias. Durante la administración de Aquiles Álvarez, alcalde desde 2023, se impulsaron las obras para culminar la troncal, logrando la puesta en marcha oficial en abril de 2025.

## Estaciones

### Troncal Batallón del Suburbio - Centro Urbano
| Estación                            | Tipo        | Servicios                  | Apertura |
| ----------------------------------- | ----------- | -------------------------- | -------- |
| Terminal Batallón del Suburbio      | integradora | Acceso para discapacitados | 2025     |
| Padre Canaris Este                  | Parada      | S                          | 2025     |
| Padre Canaris Oeste                 | Parada      | N                          | 2025     |
| Colegio Otto Arosemena              | Parada      | Acceso para discapacitados | 2025     |
| Hospital Guayaquil                  | Parada      | Acceso para discapacitados | 2025     |
| Mercado Santa Teresita              | Parada      | Acceso para discapacitados | 2025     |
| El Árbol                            | Parada      | Acceso para discapacitados | 2025     |
| Iglesia de Fátima                   | Parada      | Acceso para discapacitados | 2025     |
| El Cisne Norte                      | Parada      | O                          | 2025     |
| El Cisne Sur                        | Parada      | E                          | 2025     |
| Puerto Lisa Norte                   | Parada      | O                          | 2025     |
| Puerto Lisa Sur                     | Parada      | E                          | 2025     |
| Colegio San Francisco de Asís Norte | Parada      | O                          | 2025     |
| Colegio San Francisco de Asís Sur   | Parada      | E                          | 2025     |
| REDIMA Norte                        | Parada      | O                          | 2025     |
| REDIMA Sur                          | Parada      | E                          | 2025     |
| Estadio Capwell Oeste               | Integradora | S                          | 2013     |
| Estadio Capwell Este                | Integradora | N                          | 2013     |
| Hospital del Niño                   | Integradora | Acceso para discapacitados | 2013     |
| Parroquia Bolívar                   | Integradora | Acceso para discapacitados | 2013     |
| Parque Chile                        | Parada      | Acceso para discapacitados | 2025     |
| El Castillo                         | Parada      | N                          | 2025     |
| IESS                                | integradora | S                          | 2006     |
| Bahía                               | Parada      | N                          | 2025     |
| El Correo                           | Parada      | N                          | 2006     |
| Jardines del Malecón                | Parada      | N                          | 2006     |
| Las Peñas                           | Integradora | N                          | 2006     |
| Mercado Artesanal                   | Parada      | S                          | 2025     |
| La Merced                           | Parada      | O                          | 2025     |
| Los Próceres                        | Parada      | S                          | 2025     |
| Ayacucho                            | Parada      | S                          | 2025     |

| Características                |
| ------------------------------ |
| Servicio 24 horas              |
| Servicio 05:30 - 23:30         |
| Accesiblidad para minusválidos |
| Información                    |
| N Únicamente hacia el norte    |
| S Únicamente hacia el sur      |
| E Únicamente hacia el este     |
| O Únicamente hacia el oeste    |
| Baños                          |
| Wifi gratuito                  |
| Restaurantes                   |
| Troncal 1 (Metroquil)          |
| Troncal 2 (Metroexpress)       |
| Troncal 3 (Metrobastión)       |
|                                |

## Características
La Troncal 4 tiene una extensión aproximada de 23,7 kilómetros y conecta el Batallón del Suburbio con el centro de Guayaquil, mediante 23 paradas estratégicas. Entre las paradas más importantes se encuentran Hospital Guayaquil, Centro Cívico, Bahía, Mercado Artesanal y La Merced.
La infraestructura incluye la pavimentación de 4,16 kilómetros de vías, renovación de redes hidrosanitarias y eléctricas, y la instalación de carriles exclusivos para los buses articulados y alimentadores.
Opera con una flota de 104 unidades equipadas con aire acondicionado, wifi, cámaras de seguridad y accesos para personas con movilidad reducida. Además, el sistema cuenta con monitoreo en tiempo real a través del Centro de Control y Monitoreo de la Autoridad de Tránsito Municipal (ATM) y la empresa pública Segura EP.
A pesar de la puesta en funcionamiento, el sistema ha recibido críticas por el estado irregular y deficiente de su señalética, lo cual ha sido señalado como un riesgo para la seguridad de los usuarios.

## Impacto
La operación de la Troncal 4 ha mejorado la conectividad del Suburbio Oeste con el centro de Guayaquil, beneficiando a aproximadamente 79,000 pasajeros diarios y contribuyendo a la reducción de los tiempos de viaje en una de las zonas con mayor demanda.